# فیاگدون
فیاگدون (به لاتین: Fiagdon) (به روسی: Фиагдон) (به آسی: Фыййагдон) یک رود در روسیه است که در اوستیای شمالی-آلانیا واقع شده‌است.